# Siebenrockiella leytensis
Siebenrockiella leytensis là một loài rùa trong họ Emydidae. Loài này được Taylor mô tả khoa học đầu tiên năm 1920.

## Hình ảnh

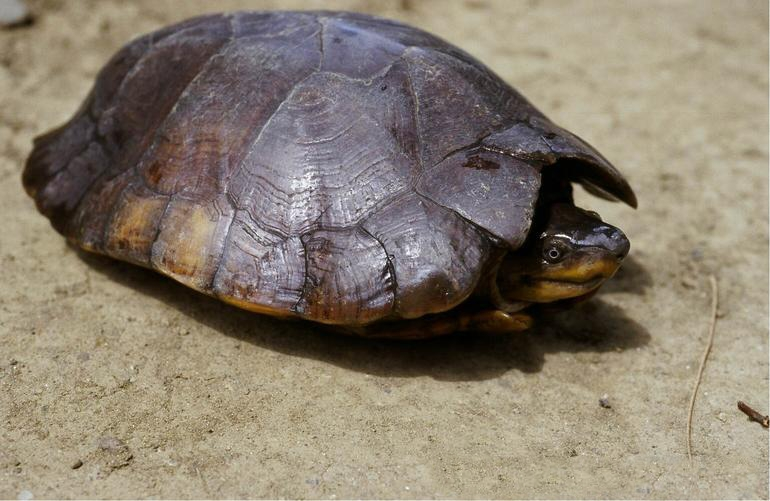
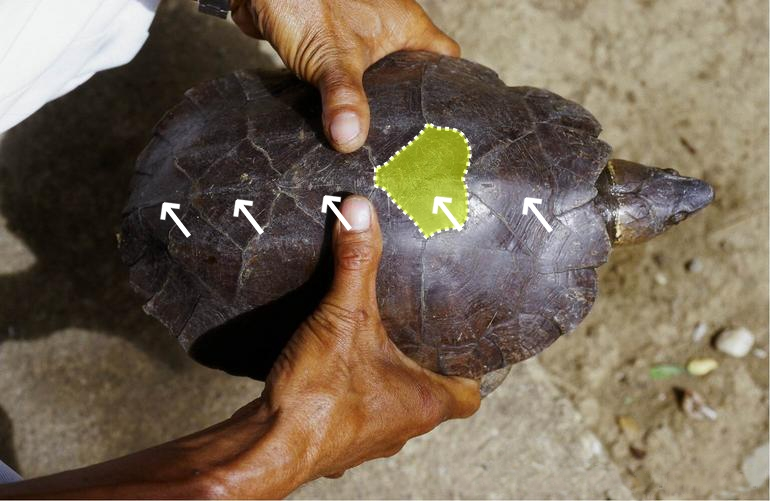
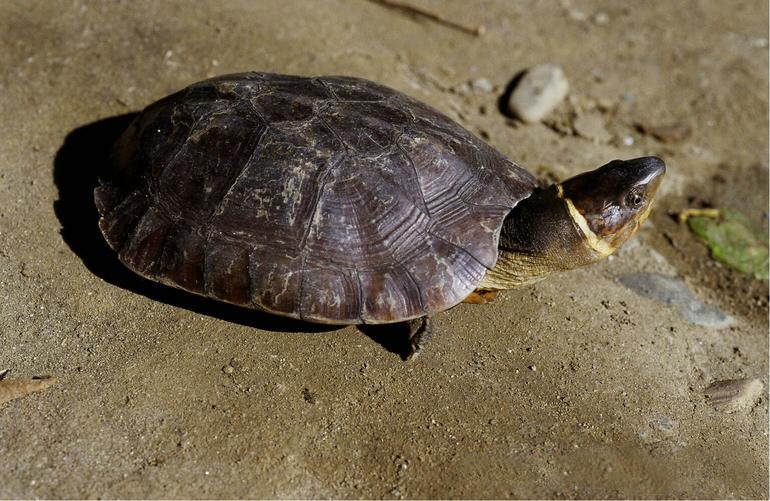
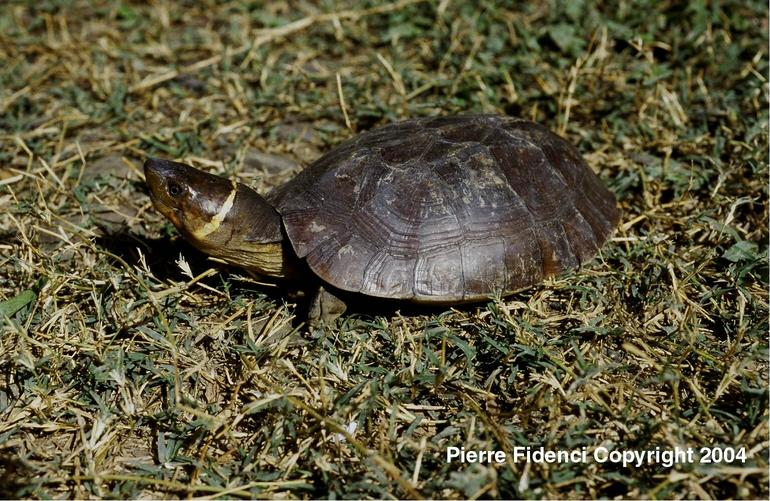